# Grande-Bretagne aux Jeux olympiques d'été de 1964
La Grande-Bretagne participe aux Jeux olympiques d'été de 1964 à Tokyo. Elle y remporte dix-huit médailles : quatre en or, douze en argent et deux en bronze, se situant à la dixième place des nations au tableau des médailles. La délégation britannique regroupe 204 sportifs.